# Aéroport international de Xi'an Xianyang
L’aéroport international de Xi'an Xianyang (code IATA : XIY • code OACI : ZLXY) est un aéroport qui dessert la ville de Xi'an dans la province du Shaanxi en Chine. Il est situé à 13 km au nord-est du centre-ville de Xianyang. Sa construction a commencé en 1987. Ouvert en 1991, il remplace l'aéroport de Xi'an Xianyang. Il a reçu une extension, commencée en 2000 et terminée en 2003. Un troisième terminal et une deuxième piste ont ouvert en 2012.
En 2018, l'aéroport de Xi'an Xianyang a vu transiter 44 650 000 passagers, il était ainsi le 7e aéroport de Chine en nombre de passagers.

## Situation

### Carte des 50 premiers aéroports de Chine
| \| 500 km1:25 016 000 \| Baotou Canton Changchun Changsha Chengdu-CTU Chengdu-TFU Chongqing Dalian Fuzhou Guilin Guiyang Haikou Hailar Hangzhou Harbin Hefei Hohhot Jinan Jinghong Kunming Lanzhou Lhassa Lijiang Nanchang Nankin Nanning Ningbo Pékin · Capitale Pékin · Daxing Qingdao Quanzhou Sanya Shanghaï-Pudong Shanghaï-Hongqiao Shantou-Chaozhou-Jieyang Shenyang Shenzhen Shijiazhuang Taiyuan Tianjin Ürümqi Wenzhou Wuhan Suzhou Xiamen Xi'an Xining Yantai Yinchuan Zhengzhou Zhuhai-Jinwan |
| 500 km1:25 016 000 |

L'aéroport est situé à 13 kilomètres de Xianyang et à 25 km au nord-ouest du centre-ville de Xi'an.

## Galerie

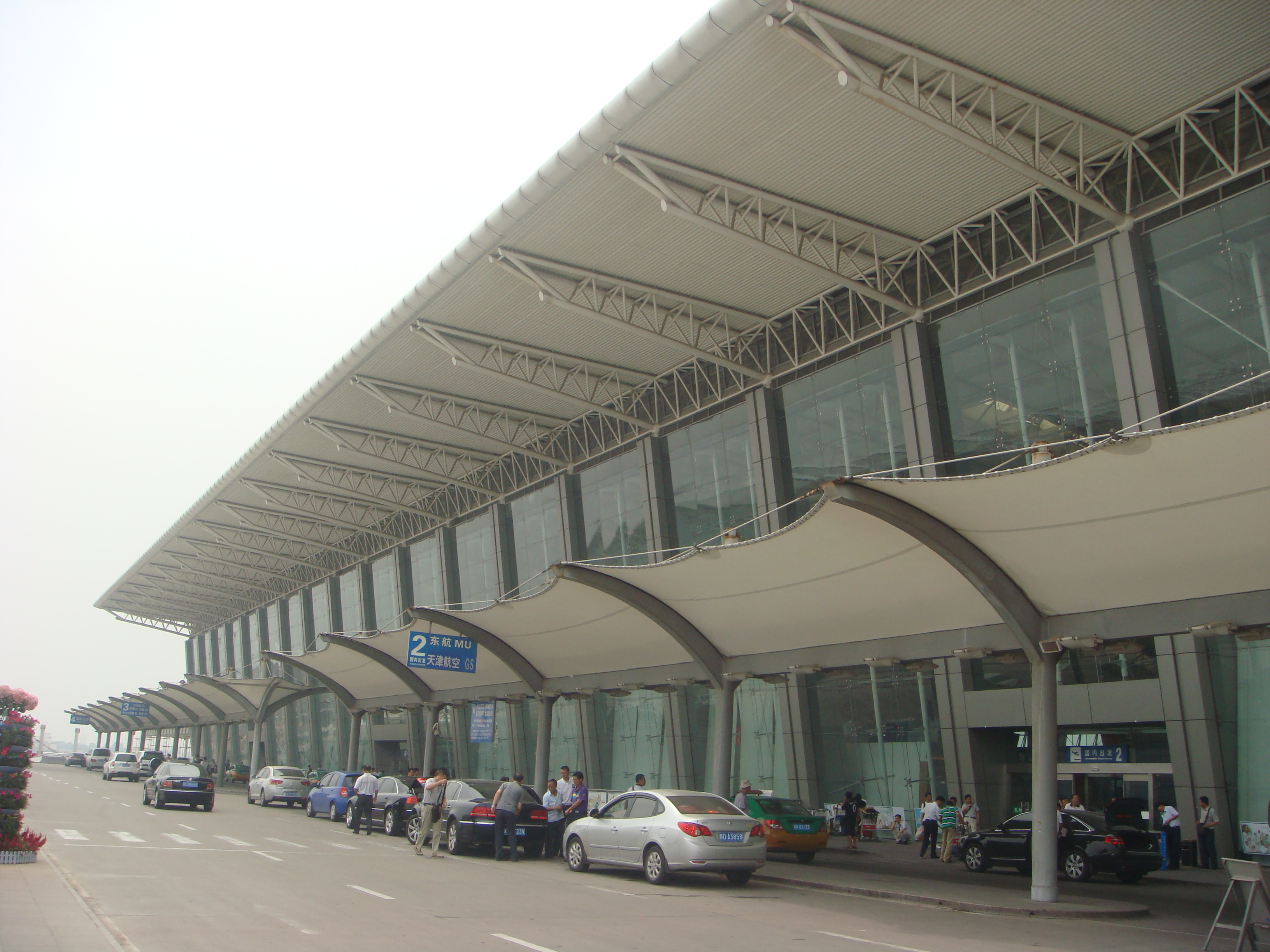
Terminal 3 drop-off zone
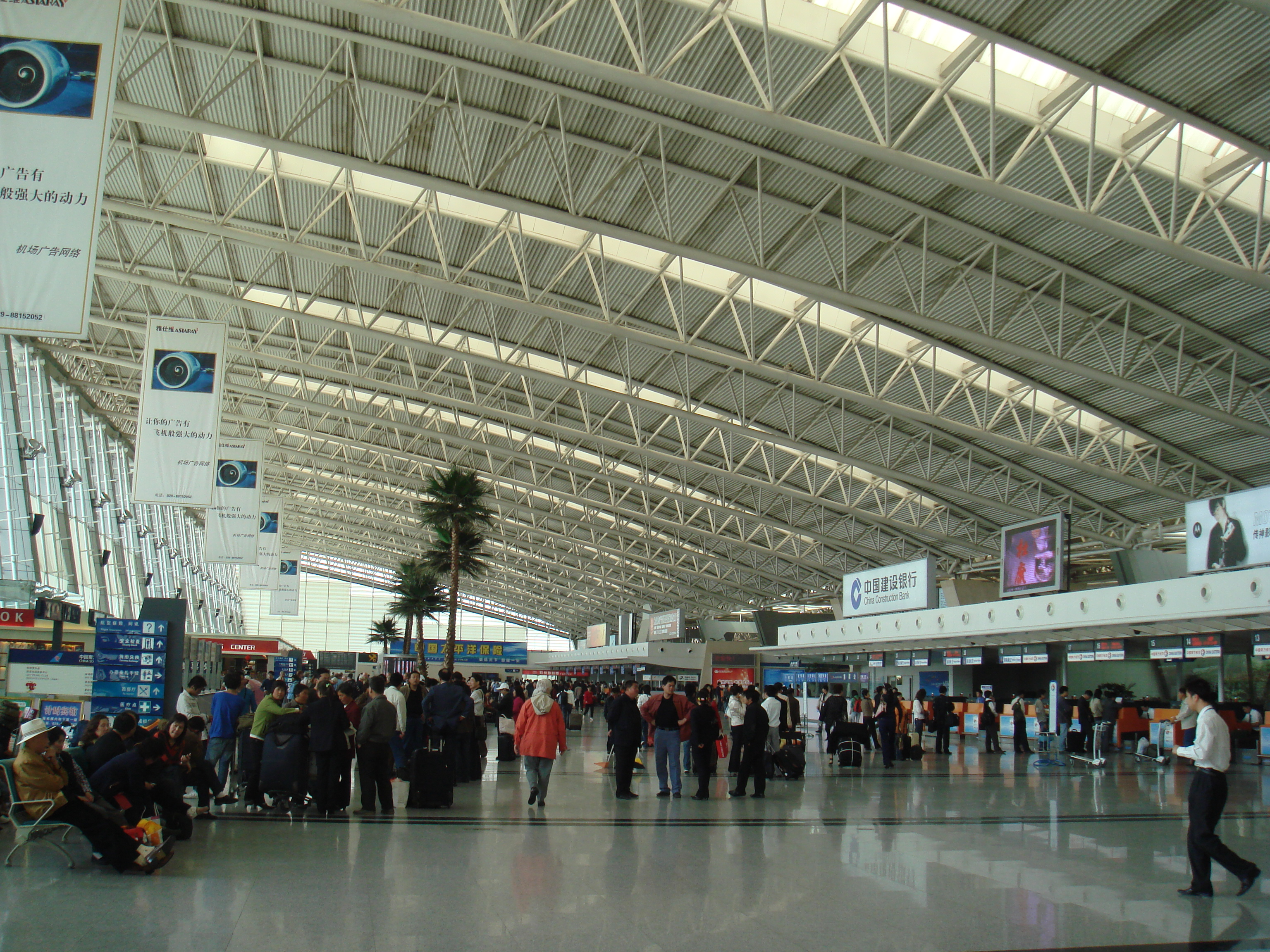
T2 Domestic departure lounge
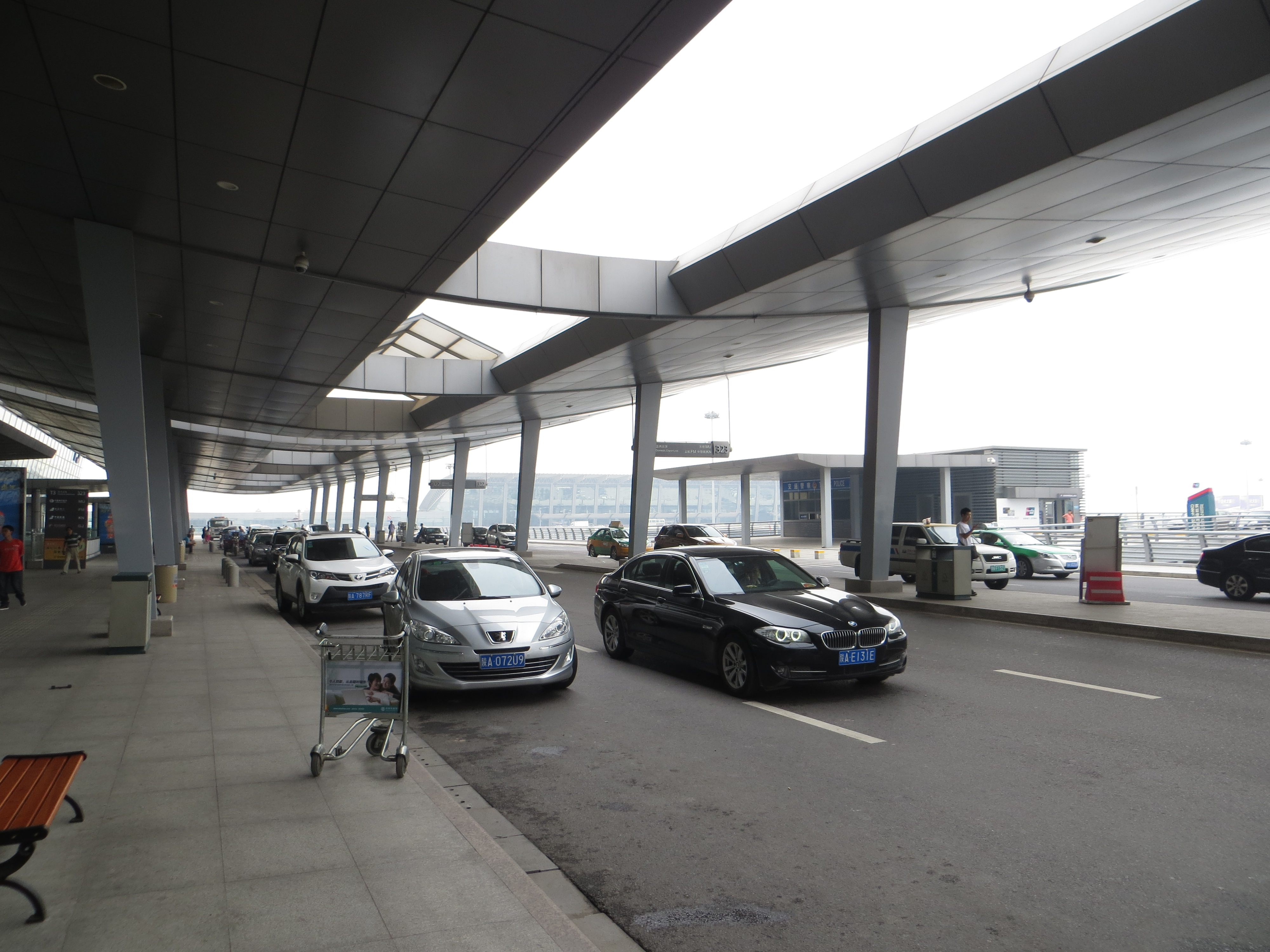
Terminal 3 drop-off zone
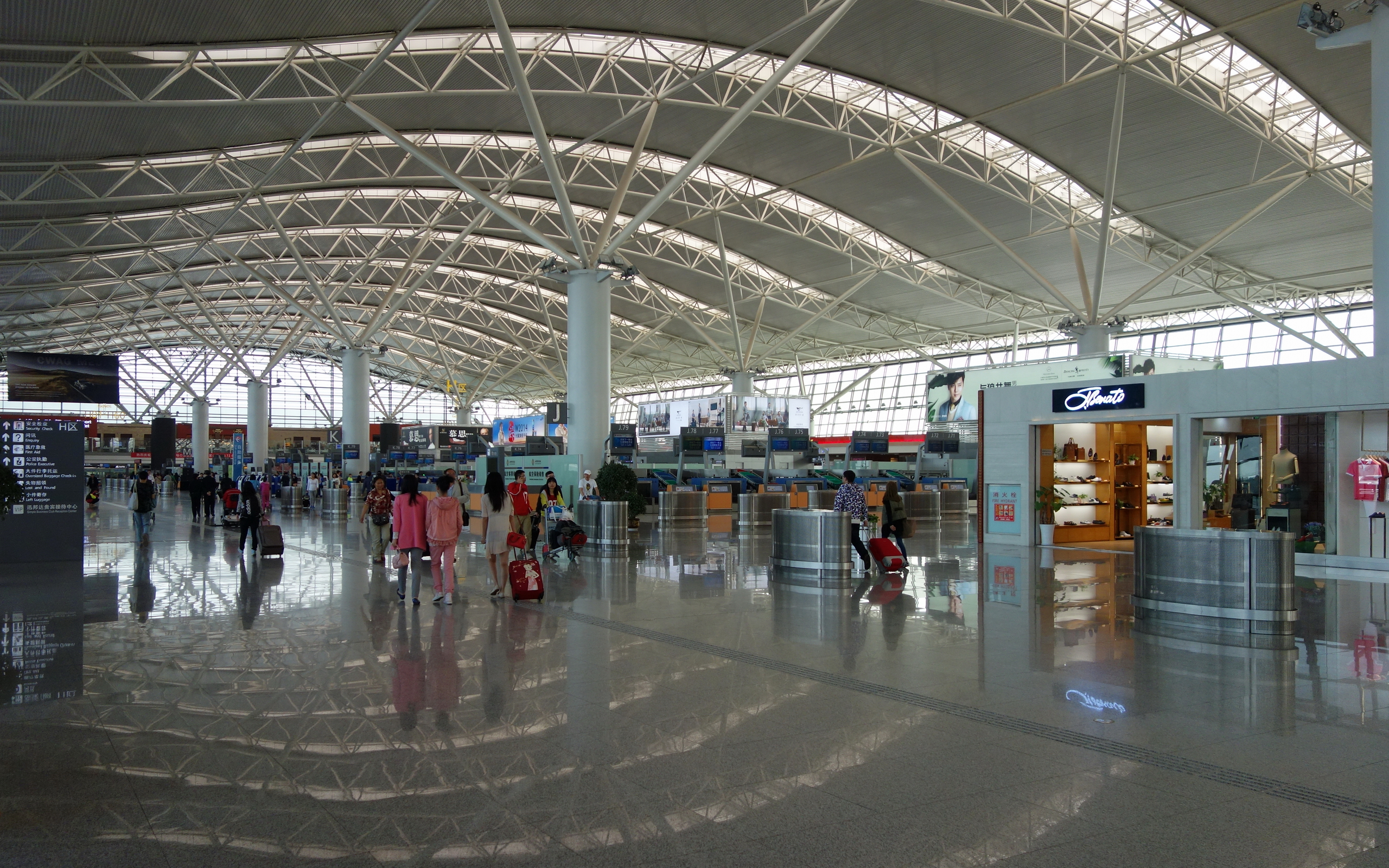
T3 Domestic departure lounge
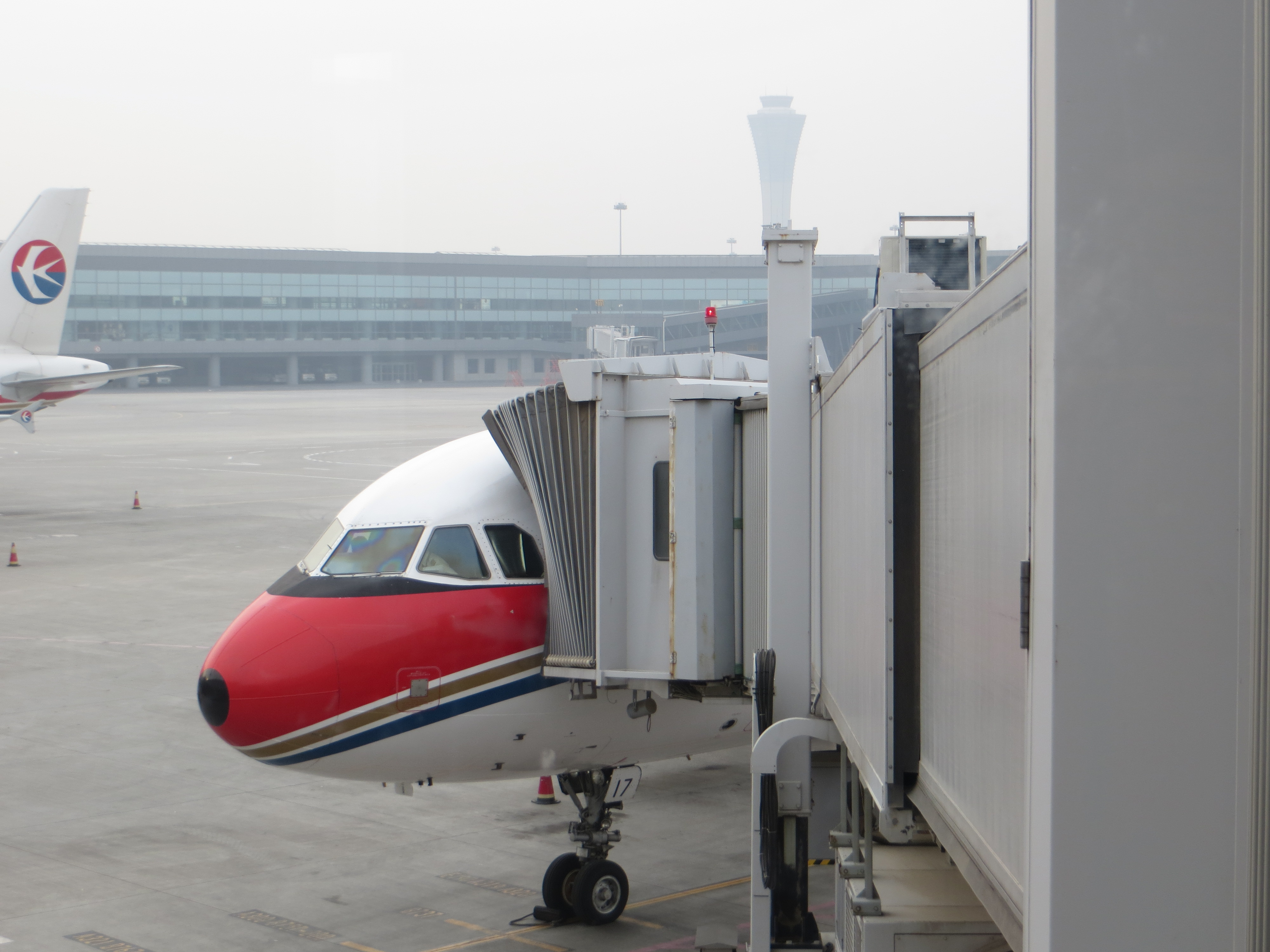
A China Eastern Airlines Airbus A319 boarding

## Statistiques
Pour des raisons techniques, il est temporairement impossible d'afficher le graphique qui aurait dû être présenté ici.

Voir la requête brute et les sources sur Wikidata.

### Zoom sur l'impact du covid de 2019-2020
Pour des raisons techniques, il est temporairement impossible d'afficher le graphique qui aurait dû être présenté ici.

Voir la requête brute et les sources sur Wikidata.

## Compagnies aériennes et destinations
| Compagnies                                         | Destinations |
| -------------------------------------------------- | --- |
| AirAsia X                                          | Kuala Lumpur |
| Air Busan                                          | Charter : Pusan-Gimhae |
| Air Chang'an                                       | Guilin-Liangjiang, Guiyang, Haikou, Zhuhai |
| Air China                                          | Pékin-Capitale, Chongqing-Jiangbei, Dalian-Zhoushuizi, Guilin-Liangjiang, Hangzhou-Xiaoshan, Shanghai-Pudong, Tianjin Binhai, Ürümqi-Diwopu, Wenzhou-Longwan, Wuhan, Yinchuan Hedong |
| Asiana Airlines                                    | Séoul-Incheon |
| Beijing Capital Airlines                           | Changchun, Chongqing-Jiangbei, Dalian-Zhoushuizi, Enshi Xujiaping, Guilin-Liangjiang, Guiyang, Haikou, Hangzhou-Xiaoshan, Hefei, Huangshan-Tunxi, Jinan, Lijiang, Nankin, Qingdao-Jiaodong, Sanya-Phénix, Shijiazhuang, Tianjin Binhai, Xiamen-Gaoqi, Yichun-Mingyueshan, Zhangjiajie |
| Cathay Dragon                                      | Hong Kong |
| Chengdu Airlines                                   | Guiyang, Qingdao-Jiaodong |
| China Airlines                                     | Taïwan-Taoyuan |
| China Eastern Airlines                             | - Altay, - Pékin-Capitale, - Changchun, - Changsha, - Changzhou, - Chongqing-Jiangbei, - Dali , - Dalian-Zhoushuizi, - Daocheng Yading, - Dunhuang, - Fuzhou-Chánglè, - Golmud, - Golog-Maqin, - Canton-Baiyun, - Guilin-Liangjiang, - Guiyang, - Haikou, - Hangzhou-Xiaoshan, - Hanzhong, - Harbin Taiping, - Hefei, - Hengyang, - Hohhot, - Hong Kong, - Mangnai (zh), - Jiayuguan (en), - Jinan, - Jinchang Jinchuan (en), - Ji'an, - Jiuzhai Huanglong, - Karamay (en), - Kachgar-Kashi, - Krabi, - Korla, - Kunming-Changshui, - Lanzhou, - Lhassa-Gonggar, - Lianyungang-Huaguoshan, - Lijiang, - Lüliang (zh), - Okinawa-Naha, - Nanchang-Changbei, - Nanchong (en), - Nankin, - Ningbo, - Nanning , - Ordos Ejin Horo, - Prague-Václav-Havel, - Qingdao-Jiaodong, - Sanya-Phénix, - Shanghai-Hongqiao, - Shanghai-Pudong, - Shantou-Chaozhou-Jieyang, - Shaoyang (en) , - Shenyang, - Shenzhen-Bao'an, - Shigatsé, - Taïwan-Taoyuan, - Tongliao (en), - Ürümqi-Diwopu, - Wenzhou-Longwan, - Wuhan, - Wuxi/Suzhou, - Xiamen-Gaoqi, - Xichang (en), - Xilinhot (en), - Xining-Caojiabao, - Jinghong Xishuangbanna Gasa, - Yan An, - Yancheng, - Yantai, - Yinchuan Hedong, - Yulin (en), - Yushu Batang, - Zhangjiajie, - Zhanjiang-Wuchuan, - Zhangye, - Zhongwei, - Zhuhai |
| China Eastern Airlines opéré par Shanghai Airlines | Jiayuguan (en), Ordos Ejin Horo, Shanghai-Hongqiao, Shanghai-Pudong |
| China Express Airlines                             | Chongqing-Jiangbei, Guiyang, Nanning, Tianshui Maijishan (en) |
| China Southern Airlines                            | - Baotou-Donghe, - Pékin-Capitale, - Changchun, - Changsha, - Chengdu-Shuangliu, - Chongqing-Jiangbei, - Dalian-Zhoushuizi, - Daqing, - Dunhuang, - Fuzhou-Chánglè, - Canton-Baiyun, - Guilin-Liangjiang, - Hangzhou-Xiaoshan, - Harbin Taiping, - Hefei, - Hohhot, - Jinan, - Korla, - Kunming-Changshui, - Lanzhou, - Nanning, - Qingdao-Jiaodong, - Sanya-Phénix, - Shanghai-Pudong, - Shantou-Chaozhou-Jieyang, - Shenyang, - Shenzhen-Bao'an, - Taiyuan-Wusu, - Ürümqi-Diwopu, - Wenzhou-Longwan, - Wuhan, - Xining-Caojiabao, - Yinchuan Hedong, - Yining, - Yulin (en), - Zhuhai |
| Finnair                                            | En saison : Helsinki-Vantaa |
| Fuzhou Airlines                                    | Fuzhou-Chánglè |
| Garuda Indonesia                                   | Denpasar-Bali |
| GX Airlines                                        | Bijie-Feixiong (en), Nanning |
| Hainan Airlines                                    | - Pékin-Capitale, - Changsha, - Chongqing-Jiangbei, - Fuzhou-Chánglè, - Canton-Baiyun, - Guilin-Liangjiang, - Haikou, - Hangzhou-Xiaoshan, - Kunming-Changshui, - Lanzhou, - Melbourne-Tullamarine, - Nanchang-Changbei, - Nankin, - Osaka-Kansai, - Paris-Charles de Gaulle, - Rome Léonard-de-Vinci/Fiumicino, - Sanya-Phénix, - Shanghai-Pudong, - Shenzhen-Bao'an, - Sydney-K. Smith, - Taïwan-Taoyuan, - Tokyo-Narita, - Ürümqi-Diwopu, - Wenzhou-Longwan, - Wuhai (zh), - Xiamen-Gaoqi, - Xining-Caojiabao, - Yinchuan Hedong, - Yiwu, - Zhuhai |
| Hebei Airlines                                     | Guilin-Liangjiang, Guiyang, Mianyang Nanjiao, Shijiazhuang |
| JC International Airlines                          | Siem Reap-Angkor |
| Jiangxi Air                                        | Nanchang-Changbei, Ürümqi-Diwopu |
| Jin Air                                            | Charter : Jeju |
| Joy Air                                            | Bannière gauche d'Alxa-Bayanhot (en), Baotou-Donghe, Ejin Banner (zh), Guyuan Liupanshan, Hefei, Tianshui Maijishan (en), Wuhan, Xiangyang-Luiji, Yinchuan Hedong, Zhengzhou |
| Juneyao Airlines                                   | Guyuan Liupanshan, Shanghai-Hongqiao, Shanghai-Pudong, Xining-Caojiabao, Yinchuan Hedong, Zhongwei |
| Korean Air                                         | Séoul-Incheon |
| Kunming Airlines                                   | Kunming-Changshui |
| Lion Air                                           | Charter : Denpasar-Bali, Kota Kinabalu |
| Loong Air                                          | Hangzhou-Xiaoshan, Nankin, Cam Ranh |
| Lucky Air                                          | Baotou-Donghe, Kunming-Changshui, Lijiang, Mianyang Nanjiao |
| Maldivian                                          | Charter : Bangkok-Suvarnabhumi, Malé Velana |
| Okay Airways                                       | Bangkok-Suvarnabhumi, Mactan-Cebu, Changsha, Hangzhou-Xiaoshan, Nanning, Phuket, Tianjin Binhai, Ürümqi-Diwopu, Denpasar-Bali |
| NokScoot                                           | Bangkok-Don Muang |
| Royal Brunei Airlines                              | Charter : Bandar Seri Begawan |
| Ruili Airlines                                     | Kunming-Changshui |
| SCAT Airlines                                      | Almaty |
| Scoot                                              | Singapour-Changi |
| Shandong Airlines                                  | Guiyang, Hefei, Jinan, Qingdao-Jiaodong, Wuyishan (en), Xiamen-Gaoqi, Xining-Caojiabao, Yantai |
| Shenzhen Airlines                                  | Pékin-Capitale, Dalian-Zhoushuizi, Fuzhou-Chánglè, Canton-Baiyun, Guiyang, Hangzhou-Xiaoshan, Jingdezhen, Lanzhou, Nankin, Nanning, Nantong Xingdong, Sanya-Phénix, Shenyang, Shenzhen-Bao'an, Wuxi/Suzhou, Xiamen-Gaoqi, Xining-Caojiabao, Taizhou (Jiangsu) (en), Yinchuan Hedong |
| Sichuan Airlines                                   | - Bangkok-Suvarnabhumi, - Beihai-Fucheng, - Chengdu-Shuangliu, - Chiang Mai, - Chongqing-Jiangbei, - Dongying (en), - Haikou, - Hangzhou-Xiaoshan, - Harbin Taiping, - Jinan, - Jiuzhai Huanglong, - Kunming-Changshui, - Lhassa-Gonggar, - Lijiang, - Linyi (zh), - Phuket, - Sanya-Phénix, - Shizuoka, - Ürümqi-Diwopu, - Gannan Xiahe (en), - Xiamen-Gaoqi, - Xining-Caojiabao, - Yibin Wuliangye (en), - Yining, - Yulin (en), - Zhongwei |
| Spring Airlines                                    | Hangzhou-Xiaoshan, Osaka-Kansai, Shanghai-Hongqiao, Shanghai-Pudong, Shenyang, Ürümqi-Diwopu |
| Thai AirAsia                                       | Bangkok-Don Muang |
| Thai Lion Air                                      | Phuket Charter : Bangkok-Don Muang |
| Tianjin Airlines                                   | - Auckland, - Baotou-Donghe, - Changsha, - Datong (en), - Dunhuang, - Fuyang (en), - Guiyang, - Haikou, - Hami (en), - Hangzhou-Xiaoshan, - Hefei, - Hohhot, - Huaihua (zh), - Shantou-Chaozhou-Jieyang, - Kunming-Changshui, - Lanzhou, - Londres-Heathrow, - Luzhou-Yunlong, - Nanchong (en), - Nanning, - Ordos Ejin Horo, - Osaka-Kansai, - Qingyang (en), - Qinhuangdao Beidaihe, - Sanya-Phénix, - Shenyang, - Shijiazhuang, - Tianjin Binhai, - Ürümqi-Diwopu, - Wenzhou-Longwan, - Wuhan, - Yulin (en) |
| Tibet Airlines                                     | Katmandou-Tribhuvan, Ko Samui Lhassa-Gonggar, Qingdao-Jiaodong, Djakarta-S.-Hatta |
| Uni Air                                            | Taïwan-Taoyuan |
| Urumqi Air                                         | Ürümqi-Diwopu |
| Vietnam Airlines                                   | En saison charter: Đà Nẵng |
| West Air                                           | Chongqing-Jiangbei |
| XiamenAir                                          | Changsha, Chongqing-Jiangbei, Fuzhou-Chánglè, Hangzhou-Xiaoshan, Nanchang-Changbei, Nankin, Quanzhou Jinjiang, Singapour-Changi, Tianjin Binhai, Ürümqi-Diwopu, Wanzhou-Wuqiao, Xiamen-Gaoqi, Xining-Caojiabao, Yichang, Yinchuan Hedong |

Édité le 24/03/2018

## Accès
L'aéroport dispose d'une station du métro de Xi'an.